# KDE Gear
KDE Gear, també conegut com a KDE Applications, KDE SC (Software Compilation) i inicialment KDE, és un conjunt d'aplicacions i biblioteques de suport desenvolupades per la comunitat KDE. Principalment, s'empren en sistemes operatius basats en Linux i es publiquen de manera conjunta seguint el mateix calendari. Hi ha algunes aplicacions que es poden trobar en altres sistemes operatius com Okular.
El gruix del programari s'enfoca en les necessitats immediates d'un escriptori com: un explorador d'arxius, visors de documents i imatges, emuladors de terminal, aplicacions multimèdia, editors de text, etc. Encara que també hi ha aplicacions més específiques com Kdenlive. Per altra banda, hi ha programari que fa servir tecnologies de KDE, però que segueix el seu propi cicle de desenvolupament, com Krita o DigiKam. Tradicionalment s'englobava a l'anomenat KDE Extragear.

## Programari
El programari de KDE Gear està fet amb Qt. En les distribucions linux, es pot obtenir mitjançant Discover, el Centre (Botiga) de Programari de l'entorn d'escriptori KDE Plasma. Discover també es pot instal·lar en altres entorns d'escriptori. Des d'on es té accés a repositoris de programari natiu, Flatpak, Snap o AppImages També permet descarregar actualitzacions o eliminar aplicacions instal·lades.
A continuació es llisten algunes de les aplicacions del KDE:

### Desenvolupament
| Icona | Aplicació | Descripció                                                                 |
| ----- | --------- | -------------------------------------------------------------------------- |
|       | Kate      | Editor de text, editor de codi i entorn integrat de desenvolupament (IDE). |
|       | KDevelop  | Entorn integrat de desenvolupament (IDE) multiplataforma.                  |

### Educació
| Icona | Aplicació  | Descripció |
| ----- | ---------- | --- |
|       | Artikulate | Entrenador de pronunciació que ajuda a millorar i perfeccionar les habilitats de pronunciació d'un idioma estranger. |
|       | Khipu      | Traçador de funcions matemàtiques. Inclou suport per a plans 2D i 3D, amb suport de diccionari.                      |
|       | KStars     | Planetari d'escriptori                                                                                               |
|       | KTouch     | Programari per aprendre mecanografia. S'ajusta a diferents nivells, idiomes i teclats.                               |

### Gràfics
| Icona | Aplicació   | Descripció |
| ----- | ----------- | --- |
|       | DigiKam     | Paquet informàtic de gestió de fotografies digitals multiplataforma. Disposa d'un calendari de llançaments propi.                                 |
|       | Gwenview    | Visualitzador d'imatges per a gestionar imatges de manera individual o per col·leccions.                                                          |
|       | KolourPaint | Editor d'imatges amb interfície bàsica. |
|       | Krita       | Editor d'imatges per al dibuix i la pintura digital. Programari de KDE que ja no forma part de KDE Gear, amb calendari de llançament independent. |
|       | Pikasso     | Un programa de dibuix elemental dissenyat per al Plasma Mobile.                                                                                   |
|       | Skanlite    | Aplicació d'escaneig d'imatges senzilla basada en libksane i KDE Frameworks.                                                                      |
|       | Skanpage    | Aplicació d'escaneig optimitzada per a l'escaneig de documents multipàgina.                                                                       |

### Internet
| Icona | Aplicació   | Descripció |
| ----- | ----------- | --- |
|       | Akregator   | Lector de fonts de notícies. |
|       | Alligator   | Agregador, lector mòbil d'emissions web.                                                                                               |
|       | Kasts       | Aplicació convergent (ordinadors d'escriptori i dispositius mòbils) per a podcasts.                                                    |
|       | KDE Connect | Sincronització de dispositius multiplataforma.                                                                                         |
|       | KGet        | Gestor de baixades, permet descarregar fitxers des de servidors HTTP i FTP i s'integra bé amb Konqueror.                               |
|       | Kirogi      | aplicació per al control de drons. |
|       | Kmail       | Client de correu electrònic, s'integra bé amb altres aplicacions del KDE com el Kontact, el KOrganizer i el KAddressBook.              |
|       | Kopete      | Client de missatgeria instantània multi-protocol basat en KDE Frameworks.                                                              |
|       | Krfb        | Aplicació de servidor que permet compartir la sessió actual amb unaltre usuari, per a connexions remotes bàsiques i suport de sistema. |
|       | KTorrent    | Aplicació que permet descarregar fitxers utilitzant el protocol BitTorrent.                                                            |
|       | Neochat     | Client de Matrix, el protocol descentralitzat de comunicacions de missatgeria instantània.                                             |
|       | Tokodon     | Client Mastodon, permet que interactuar amb la comunitat Fedivers.                                                                     |

### Joc
| Icona | Aplicació | Descripció |
| ----- | --------- | --- |
|       | Atlantik  | Jocs de taula semblants al Monopoly.                                                                                     |
|       | Kapman    | Clon del joc Pac-Man. |
|       | KAtomic   | Joc educatiu basat en la geometria molecular. Empra aparences bidimensionals simplificades d'elements químics diferents. |
|       | KBlocks   | Joc clàssic de blocs que cauen.                                                                                          |
|       | Kmines    | Joc clàssic de dragamines amb tres nivells de dificultat.                                                                |

### Multimèdia
| Icona | Aplicació         | Descripció |
| ----- | ----------------- | --- |
|       | Audex             | Extractor de CD Àudio. En iniciar per primer cop, explora el sistema cercant els codificadors usuals i crea automàticament un conjunt de perfils. |
|       | Dragon Player     | Reproductor multimèdia que se centra en la simplicitat.                                                                                           |
|       | Elisa             | Reproductor de música multiplataforma. |
|       | Juk               | Reproductor de música amb gestió de llistes enormes.                                                                                              |
|       | Kamoso            | Aplicació de càmera, per a fer fotos, gravar vídeo i una opció separada per a capturar una ràfega.                                                |
|       | Kdenlive          | Editor no lineal vídeo basat en la infraestructura Media Lovin' Toolkit.                                                                          |
|       | PlasmaTube        | Permet veure vídeos de YouTube al telèfon o escriptori.                                                                                           |
|       | Subtitle Composer | Editor de subtítols que admet operacions d'edició bàsiques i avançades.                                                                           |
|       | Vvave             | Reproductor musical. Forma part del projecte Maui.                                                                                                |

### Oficina
| Icona | Aplicació             | Descripció |
| ----- | --------------------- | --- |
|       | Agenda telefònica     | Aplicació convergent de gestió de contactes tant per a l'escriptori com per a dispositius mòbils.                                   |
|       | Calendari del Merkuro | Aplicació de calendari que permet gestionar les tasques i esdeveniments, abans anomenada Kalendar.                                  |
|       | KAddressBook          | Gestor de contactes del Kontact, emmagatzema les dades personals dels contactes.                                                    |
|       | Kontact               | Aplicació per a controlar el correu electrònic, calendari, contactes, altres dades personals i ajuda a gestionar les comunicacions. |
|       | KOrganizer            | És el calendari per a planificar i recordar compromisos del Kontact.                                                                |
|       | Kexi                  | Programari per a crear i mantenir una base de dades. Forma part de Calligra Suite.                                                  |
|       | Okular                | Visualitzador de documents multiplataforma.                                                                                         |
|       | Plan                  | Aplicació de gestió de projectes moderadament grans amb múltiples recursos. Forma part del paquet de programes Calligra.            |
|       | Skrooge               | Gestor de finances personals, d'ingressos i despeses. Genera gràfics.                                                               |
|       | Words                 | Programari de processament de textos. Forma part de Calligra Suite.                                                                 |

### Sistema
| Icona | Aplicació           | Descripció |
| ----- | ------------------- | --- |
|       | Apper               | Eina de gestió gràfica per als paquets i aplicacions.                                                                             |
|       | Discover            | Centre de programari predeterminat per a KDE Plasma. S'empra per a trobar i instal·lar aplicacions, jocs i eines.                 |
|       | Escriu imatges ISO  | Escriu i esborra una imatge ISO a un disc USB.                                                                                    |
|       | Dolphin             | Gestor de fitxers que permet explorar el contingut dels dispositius d'emmagatzematge i crear, moure o eliminar arxius i carpetes. |
|       | Konsole             | Emulador de terminal que permet el control directe del sistema operatiu de l'ordinador.                                           |
|       | KSystemLog          | Visualitzador dels registres del sistema, agrupats per serveis generals i opcionals.                                              |
|       | KWalletManager      | Eina per a gestionar contrasenyes.                                                                                                |
|       | Monitor del sistema | Interfície per a monitorar els sensors del sistema i proveir informació de processos i altres recursos del sistema.               |

### Utilitats
| Icona | Aplicació   | Descripció |
| ----- | ----------- | --- |
|       | Ark         | Eina gràfica d'arxivament per a la compressió i descompressió de dades, gestionant diferents tipus d'arxiu.                              |
|       | KBackup     | Aplicació que permet fer còpies de seguretat de les dades.                                                                               |
|       | KCalc       | Calculadora científica que permet reutilitzar els resultats de càlculs anteriors i definir la precisió dels resultats.                   |
|       | KFind       | Cerca de fitxers i carpetes per nom, tipus o contingut, dins del sistema operatiu.                                                       |
|       | Knotes      | Equivalent informàtic a les notes adhesives.                                                                                             |
|       | Nota        | Editor de text ric en característiques, es pot executar al Plasma Mobile. Forma part del projecte Maui.                                  |
|       | Spectacle   | Aplicació per a prendre captures de pantalla de l'escriptori.                                                                            |
|       | Vakzination | Gestió de certificats digitals de salut, permet importar qualsevol certificat basat en codi PDF o QR. Després organitza els certificats. |